# Mount Boland
Mount Boland (französisch Sommet Boland) ist ein über 1065 m (nach Angaben des UK Antarctic Place-Names Committee rund 1200 m) hoher Berg auf der Kiew-Halbinsel an der Graham-Küste des Grahamlands im Norden der Antarktischen Halbinsel. Er ragt 10 km östlich des Lumière Peak aus einem Gebirgskamm mit ostwestlicher Ausrichtung zwischen dem Bussey- und dem Trooz-Gletscher auf.
Teilnehmer der Fünften Französischen Antarktisexpedition (1908–1910) unter der Leitung des Polarforschers Jean-Baptiste Charcot entdeckten ihn. Charcot benannte den Berg nach Benoît Boland (1885–1983), zunächst Seemann und später Offizier an Bord von Charcots Forschungsschiff Pourquoi Pas? Das Advisory Committee on Antarctic Names übertrug die französische Benennung 1950 ins Englische.